# Marie Eleonora z Kounic-Rietbergu
Marie Eleonora z Kounic-Rietbergu (německy Maria Eleonora, Gräfin von Kaunitz-Rietberg; 18. dubna 1723 Vídeň – 7. května 1776 Červený Kameň / Vöröskő) byla šlechtična z českého hraběcího rodu Kouniců z Rietbergu.

## Život

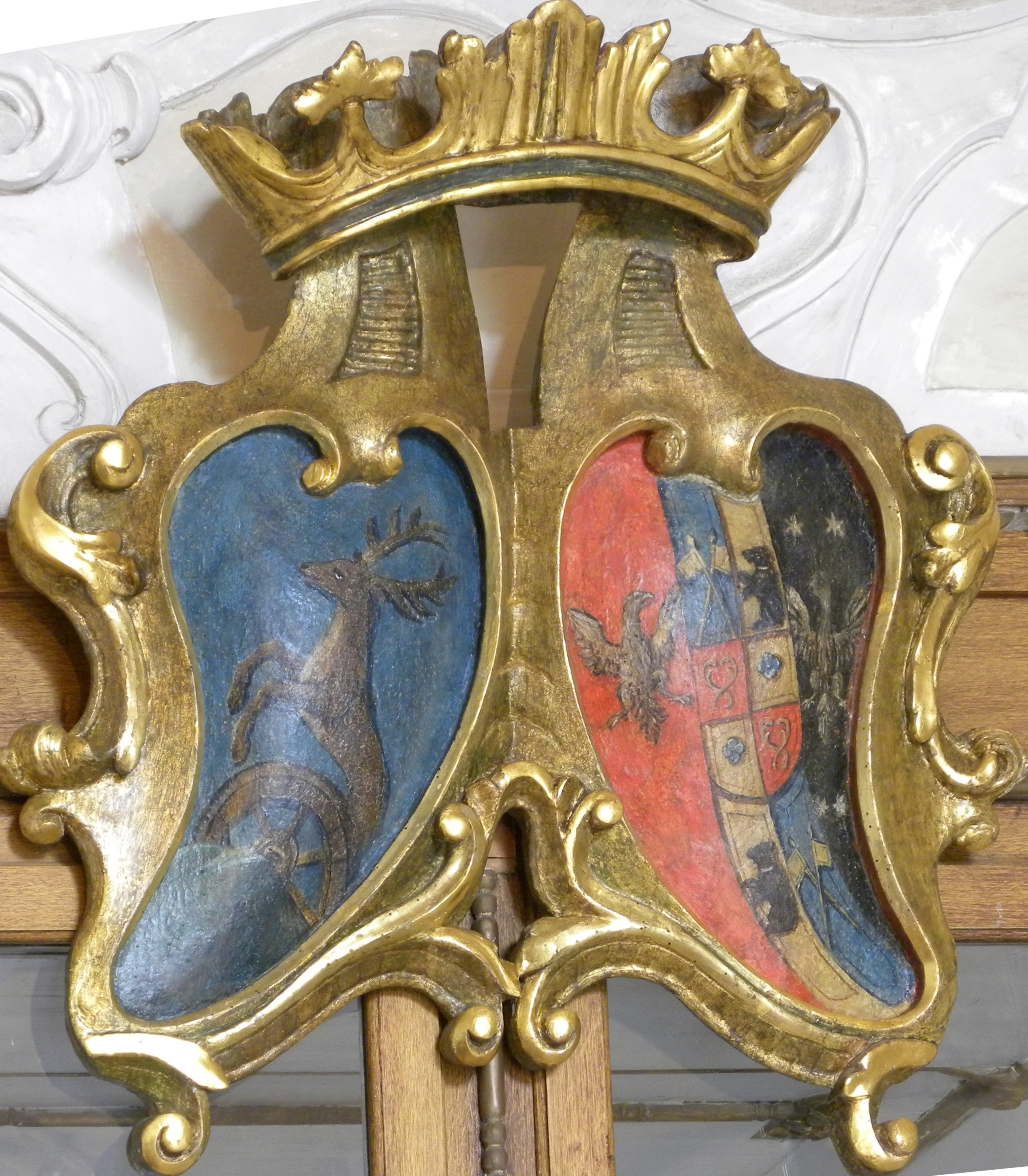
Spojené erby manželů Rudolfa Josefa Pálffyho (1719–1768) a Marie Eleonory z Kounic-Rietbergu (1723–1776) v kapli zámku Červený Kameň.

Narodila se ve Vídni jako dcera Maxmiliána Oldřicha z Kounic-Rietbergu (1679 Vídeň – 1746 Brno) a jeho manželky Marie Ernestiny Františky Východofríské, hraběnky z Rietbergu (1689–1758 Brno).
Marie Eleonora měla dva bratry, politika Václava Antonína, Karla Josefa a sestru Marii Johanu Františku.
Provdala se 24. listopadu 1742 v Brně za Rudolfa Josefa Pálffyho z Erdődu (1719–1768), s nímž měla s níž měl deset dětí: sedm dcer a tři syny, mezi nimi Rudolfa Karla (1750–1802).